# Ґалеаццо Ґуальдо Пріорато
Ґалеаццо Ґуальдо Пріорато (Galeazzo Gualdo Priorato, 23 липня 1606, Віченца — † 1678 там само) — італійський історик, військовик, географ і дипломат. Він походив із старої італійської графської сім'ї. Після тривалої військової кар'єри написав численні історичні твори про європейських правителів та міста. Крім усього іншого, він написав історію імператора Фердинанда III і Леопольда I, а також є автором першої біографії Валленштейна.
У віці 15 років він розпочав військову кар'єру на службі у Фредеріка Гендріка Оранського і кілька разів міняв роботодавця протягом Нідерландської революції і Тридцятилітньої війни. В результаті він воював і з протестантської, і з католицької сторін. У 1625 р. вирушив до Англії на службу до Ернста Мансфельда. Після руйнівної поразки Мансфельда 25 квітня 1626 повернувся до Нідерландів. Ще на голландській службі він брав участь в облозі Ла-Рошелі між 1627 і 1628 роками. У 1637 році він супроводжував експедицію, яку направив принц Моріц фон Нассау для завоювання португальських торгових відділень уздовж узбережжя Африки. Потім деякий час залишався з батьком в Італії, поки не вступив на службу до Валленштейна.
У 1643 очолив полк венеціанських військ як полковник. На початку мирних переговорів у червні 1645, ячкі врешті призвели до Вестфальського миру, Пріорато вступив на службу герцогу Максиміліану I Баварському. Але вже 3 серпня 1645 його війська були розбиті в битві при Алергаймі. Потім Пріорато повернувся до Італії, закінчивши свою військову кар'єру.
Сферою його діяльності стали історичні студії та дипломатія. У 1652 році його покликали до Венсенна у Франції, щоб написати історію про кардинала Джуліо Мазаріні. За час свого перебування у Франції був нагороджений орденом святого Михаїла. У 1656 знову опинився в Римі, де отримав титул Nobilis romanus. За цей час він перейшов на службу до королеви Швеції Крістіни як камергер у Римі. У цій якості він здійснив ще одну поїздку до Франції в 1659 році та до Регенсбургу в 1664 році. Того ж року він став імперським радником та історіографом на службі у імператора Леопольда I.